# Campeonato Mundial de Handebol Feminino de 2017
O Campeonato Mundial de Handebol Feminino de 2017 (português brasileiro) ou Campeonato Mundial de Andebol Feminino de 2017 (português europeu) foi a 23ª edição do principal evento organizado pela Federação Internacional de Handebol (IHF) que ocorreu entre 1.º e 17 de dezembro de 2017, na Alemanha, que fora anunciada como sede em 15 de dezembro de 2011.
Na decisão, a seleção da França derrotou a Noruega por 23-21 e conquistou seu segundo título.

## Sub-sedes
O torneio será disputado nos seguintes locais: Bietigheim-Bissingen, Magdeburgo, Oldemburgo, Leipzig, Tréveris e Hamburgo.
| Bietigheim-Bissingen             | Hamburgo                             | Bietigheim-Bissingen Hamburgo Magdeburgo Oldemburgo Leipzig Tréveris |
| EgeTrans Arena Capacidade: 4 500 | Barclaycard Arena Capacidade: 12 500 | Bietigheim-Bissingen Hamburgo Magdeburgo Oldemburgo Leipzig Tréveris |
|                                  |                                      | Bietigheim-Bissingen Hamburgo Magdeburgo Oldemburgo Leipzig Tréveris |
| Magdeburgo                       | Oldemburgo                           | Bietigheim-Bissingen Hamburgo Magdeburgo Oldemburgo Leipzig Tréveris |
| GETEC Arena Capacidade: 6 200    | EWE Arena Capacidade: 5 250          | Bietigheim-Bissingen Hamburgo Magdeburgo Oldemburgo Leipzig Tréveris |
|                                  |                                      | Bietigheim-Bissingen Hamburgo Magdeburgo Oldemburgo Leipzig Tréveris |
| Leipzig                          | Tréveris                             | Bietigheim-Bissingen Hamburgo Magdeburgo Oldemburgo Leipzig Tréveris |
| Arena Leipzig Capacidade: 6 250  | Trier Arena Capacidade: 4 100        | Bietigheim-Bissingen Hamburgo Magdeburgo Oldemburgo Leipzig Tréveris |
|                                  |                                      | Bietigheim-Bissingen Hamburgo Magdeburgo Oldemburgo Leipzig Tréveris |

## Equipes qualificadas
No total, 24 vagas para seleções nacionais foram disputadas. As seleções alemã e a norueguesa classificaram-se previamente como país sede e atual campeão, respectivamente. As demais 22 vagas foram distribuídas da seguinte maneira: três vagas para equipes do continente africano, asiático e americano; três vagas para as melhores seleções do Campeonato Europeu de 2016, nove vagas para a Europa através da qualificação e uma vaga em aberto, repassada pelo comitê para a Polônia.
| Competição                       | Época                                  | Vagas | Qualificação                                                                              |
| -------------------------------- | -------------------------------------- | ----- | ----------------------------------------------------------------------------------------- |
| Seleção sede                     | 15 de dezembro 2011                    | 1     | Alemanha                                                                                  |
| Campeonato Mundial de 2015       | 5–20 de dezembro 2015                  | 1     | Noruega                                                                                   |
| Campeonato Africano de 2016      | 28 de novembro – 7 de dezembro de 2016 | 3     | Angola · Camarões · Tunísia                                                               |
| Campeonato Europeu de 2016       | 4–18 de dezembro de 2016               | 3     | Dinamarca · França · Países Baixos                                                        |
| Campeonato Asiático de 2017      | 13–22 de março de 2017                 | 3     | China · Japão · Coreia do Sul                                                             |
| Qualificatória europeia          | 9–15 de junho de 2017                  | 9     | Chéquia · Hungria · Montenegro · Romênia · Rússia · Sérvia · Eslovênia · Espanha · Suécia |
| Campeonato Pan-Americano de 2017 | 18–25 de junho de 2017                 | 3     | Argentina · Brasil · Paraguai                                                             |
| Wild card                        |                                        | 1     | Polônia                                                                                   |

## Árbitros
Foram selecionados 16 pares de árbitros:
| Árbitros   | Árbitros                                |
| ---------- | --------------------------------------- |
| Argentina  | Julian Grillo Sebastián Lenci           |
| Dinamarca  | Karina Christiansen Line Hansen         |
| França     | Charlotte Bonaventura Julie Bonaventura |
| Alemanha   | Robert Schulze Tobias Tönnies           |
| Hungria    | Péter Horváth Balázs Márton             |
| Japão      | Koyoshi Hizaki Tomokazu Ikebuchi        |
| Montenegro | Ivan Pavićević Miloš Ražnatović         |
| Noruega    | Kjersti Arntsen Guro Røen               |

| Árbitros      | Árbitros                            |
| ------------- | ----------------------------------- |
| Rússia        | Viktoria Alpaidze Tatiana Berezkina |
| Eslovênia     | Bojan Lah David Sok                 |
| Sérvia        | Vanja Antić Jelena Jakovljević      |
| Coreia do Sul | Koo Bon-ok Lee Se-ok                |
| Espanha       | Ignacio García Andreu Marín         |
| Suécia        | Mirza Kurtagic Mattias Wetterwik    |
| Tunísia       | Samir Krichen Samir Makhlouf        |
| Turquia       | Kürşad Erdoğan Ibrahim Özdeniz      |

## Primeira fase
O sorteio foi realizado em 27 de junho de 2017 na cidade de Hamburgo, enquanto os potes haviam sido definidos um dia antes.
| Pot 1                                          | Pot 2                                  | Pot 3                                 | Pot 4                                              | Pot 5                                | Pot 6                                     |
| ---------------------------------------------- | -------------------------------------- | ------------------------------------- | -------------------------------------------------- | ------------------------------------ | ----------------------------------------- |
| - Noruega - Países Baixos - França - Dinamarca | - Romênia - Alemanha - Rússia - Suécia | - Sérvia - Chéquia - Espanha - Brasil | - Hungria - Montenegro - Eslovênia - Coreia do Sul | - Angola - Japão - Argentina - China | - Paraguai - Tunísia - Camarões - Polônia |

O cronograma foi anunciado em 30 de junho de 2017 com os tempos de descarte exatos confirmados em 10 de julho de 2017.

### Grupo A
| Pos. | Seleção   | P | J | V | E | D | GP  | GC  | SG  |
| ---- | --------- | - | - | - | - | - | --- | --- | --- |
| 1    | Romênia   | 8 | 5 | 4 | 0 | 1 | 123 | 112 | +11 |
| 2    | França    | 7 | 5 | 3 | 1 | 1 | 135 | 98  | +37 |
| 3    | Espanha   | 7 | 5 | 3 | 1 | 1 | 135 | 109 | +26 |
| 4    | Eslovênia | 6 | 4 | 3 | 0 | 2 | 138 | 134 | +4  |
| 5    | Angola    | 2 | 5 | 1 | 0 | 4 | 124 | 141 | −17 |
| 6    | Paraguai  | 0 | 5 | 0 | 0 | 5 | 95  | 156 | −61 |

Atualizado em 9 de dezembro. Fonte: IHF

 1) pontos; 2) pontos em confronto direto; 3) diferença de gols em confronto direto; 4) número total de golos marcados; 5) diferença de golos.
| 2 de dezembro 14:00 (UTC+1) | Romênia    | 29–17     | Paraguai | Trier Arena, Tréveris Público: 2 369 Árbitros: Hizaki, Ikebuchi |
| 2 de dezembro 14:00 (UTC+1) | Florianu 5 | (16–7)    | Fiore 7  | Trier Arena, Tréveris Público: 2 369 Árbitros: Hizaki, Ikebuchi |
| 2 de dezembro 14:00 (UTC+1) | 3× 4×      | Relatório | 1×       | Trier Arena, Tréveris Público: 2 369 Árbitros: Hizaki, Ikebuchi |

| 2 de dezembro 18:00 (UTC+1) | França            | 23–24     | Eslovênia | Trier Arena, Tréveris Público: 3 317 Árbitros: Grillo, Lenci |
| 2 de dezembro 18:00 (UTC+1) | Landre, Niombla 4 | (10–13)   | Gros 9    | Trier Arena, Tréveris Público: 3 317 Árbitros: Grillo, Lenci |
| 2 de dezembro 18:00 (UTC+1) | 1× 2×             | Relatório | 3× 4×     | Trier Arena, Tréveris Público: 3 317 Árbitros: Grillo, Lenci |

| 2 de dezembro 20:30 (UTC+1) | Espanha  | 28–24     | Angola    | Trier Arena, Tréveris Público: 3 042 Árbitros: Pavićević, Ražnatović |
| 2 de dezembro 20:30 (UTC+1) | Martín 9 | (15–13)   | Cazanga 7 | Trier Arena, Tréveris Público: 3 042 Árbitros: Pavićević, Ražnatović |
| 2 de dezembro 20:30 (UTC+1) | 6× 3×    | Relatório | 4× 2×     | Trier Arena, Tréveris Público: 3 042 Árbitros: Pavićević, Ražnatović |

| 3 de dezembro 14:00 (UTC+1) | Eslovênia | 28–31     | Romênia  | Trier Arena, Tréveris Público: 2 411 Árbitros: Pavićević, Ražnatović |
| 3 de dezembro 14:00 (UTC+1) | Gros 10   | (14–14)   | Neagu 11 | Trier Arena, Tréveris Público: 2 411 Árbitros: Pavićević, Ražnatović |
| 3 de dezembro 14:00 (UTC+1) | 4× 1×     | Relatório | 3× 4×    | Trier Arena, Tréveris Público: 2 411 Árbitros: Pavićević, Ražnatović |

| 3 de dezembro 18:00 (UTC+1) | Angola    | 19–26     | França      | Trier Arena, Tréveris Público: 2 227 Árbitros: Krichen, Makhlouf |
| 3 de dezembro 18:00 (UTC+1) | Cazanga 4 | (10–11)   | Lacrabère 7 | Trier Arena, Tréveris Público: 2 227 Árbitros: Krichen, Makhlouf |
| 3 de dezembro 18:00 (UTC+1) | 2× 4×     | Relatório | 3× 2×       | Trier Arena, Tréveris Público: 2 227 Árbitros: Krichen, Makhlouf |

| 3 de dezembro 20:30 (UTC+1) | Paraguai       | 15–32     | Espanha    | Trier Arena, Tréveris Público: 1 723 Árbitros: Grillo, Lenci |
| 3 de dezembro 20:30 (UTC+1) | Acuña, Fiore 4 | (6–16)    | Arderíus 7 | Trier Arena, Tréveris Público: 1 723 Árbitros: Grillo, Lenci |
| 3 de dezembro 20:30 (UTC+1) | 7× 2×          | Relatório | 4× 1×      | Trier Arena, Tréveris Público: 1 723 Árbitros: Grillo, Lenci |

| 5 de dezembro 14:00 (UTC+1) | Eslovênia | 32–25     | Angola    | Trier Arena, Tréveris Árbitros: Pavićević, Ražnatović |
| 5 de dezembro 14:00 (UTC+1) | Gros 7    | (15–15)   | Cazanga 6 | Trier Arena, Tréveris Árbitros: Pavićević, Ražnatović |
| 5 de dezembro 14:00 (UTC+1) | 4×        | Relatório | 6× 3×     | Trier Arena, Tréveris Árbitros: Pavićević, Ražnatović |

| 5 de dezembro 18:00 (UTC+1) | França    | 35–13     | Paraguai       | Trier Arena, Tréveris Árbitros: Hizaki, Ikebuchi |
| 5 de dezembro 18:00 (UTC+1) | Houette 9 | (14–10)   | Acuña, Fiore 3 | Trier Arena, Tréveris Árbitros: Hizaki, Ikebuchi |
| 5 de dezembro 18:00 (UTC+1) | 4× 1×     | Relatório | 2× 1×          | Trier Arena, Tréveris Árbitros: Hizaki, Ikebuchi |

| 5 de dezembro 20:30 (UTC+1) | Romênia | 19–17     | Espanha          | Trier Arena, Tréveris Público: 1 724 Árbitros: Grillo, Lenci |
| 5 de dezembro 20:30 (UTC+1) | Neagu 8 | (9–7)     | González, Pena 4 | Trier Arena, Tréveris Público: 1 724 Árbitros: Grillo, Lenci |
| 5 de dezembro 20:30 (UTC+1) | 3× 2×   | Relatório | 5× 3×            | Trier Arena, Tréveris Público: 1 724 Árbitros: Grillo, Lenci |

| 7 de dezembro 14:00 (UTC+1) | Paraguai | 22–28     | Eslovênia      | Trier Arena, Tréveris Público: 1 590 Árbitros: Krichen, Makhlouf |
| 7 de dezembro 14:00 (UTC+1) | Fiore 8  | (9–18)    | Gros, Stanko 6 | Trier Arena, Tréveris Público: 1 590 Árbitros: Krichen, Makhlouf |
| 7 de dezembro 14:00 (UTC+1) | 3× 2×    | Relatório | 5× 2×          | Trier Arena, Tréveris Público: 1 590 Árbitros: Krichen, Makhlouf |

| 7 de dezembro 18:00 (UTC+1) | Romênia | 27–24     | Angola            | Trier Arena, Tréveris Público: 3 123 Árbitros: Hizaki, Ikebuchi |
| 7 de dezembro 18:00 (UTC+1) | Neagu 7 | (14–14)   | Cazanga, Guialo 7 | Trier Arena, Tréveris Público: 3 123 Árbitros: Hizaki, Ikebuchi |
| 7 de dezembro 18:00 (UTC+1) | 2× 4×   | Relatório | 4×                | Trier Arena, Tréveris Público: 3 123 Árbitros: Hizaki, Ikebuchi |

| 7 de dezembro 20:30 (UTC+1) | Espanha          | 25–25     | França    | Trier Arena, Tréveris Público: 3 316 Árbitros: Pavićević, Ražnatović |
| 7 de dezembro 20:30 (UTC+1) | Cabral, Martín 6 | (10–11)   | Houette 5 | Trier Arena, Tréveris Público: 3 316 Árbitros: Pavićević, Ražnatović |
| 7 de dezembro 20:30 (UTC+1) | 3× 4×            | Relatório | 2× 1×     | Trier Arena, Tréveris Público: 3 316 Árbitros: Pavićević, Ražnatović |

| 8 de dezembro 14:00 (UTC+1) | Angola    | 32–28     | Paraguai | Trier Arena, Tréveris Público: 1 123 Árbitros: Hizaki, Ikebuchi |
| 8 de dezembro 14:00 (UTC+1) | Carlos 10 | (16–17)   | Fiore 8  | Trier Arena, Tréveris Público: 1 123 Árbitros: Hizaki, Ikebuchi |
| 8 de dezembro 14:00 (UTC+1) | 7× 3×     | Relatório | 5× 2×    | Trier Arena, Tréveris Público: 1 123 Árbitros: Hizaki, Ikebuchi |

| 8 de dezembro 18:00 (UTC+1) | França    | 26–17     | Romênia    | Trier Arena, Tréveris Público: 3 824 Árbitros: Krichen, Makhlouf |
| 8 de dezembro 18:00 (UTC+1) | Houette 7 | (17–7)    | Florianu 6 | Trier Arena, Tréveris Público: 3 824 Árbitros: Krichen, Makhlouf |
| 8 de dezembro 18:00 (UTC+1) | 2×        | Relatório | 4× 3×      | Trier Arena, Tréveris Público: 3 824 Árbitros: Krichen, Makhlouf |

| 8 de dezembro 20:30 (UTC+1) | Espanha | 33–26     | Eslovênia      | Trier Arena, Tréveris Público: 3 422 Árbitros: Kurtagic, Wetterwik |
| 8 de dezembro 20:30 (UTC+1) | Pena 9  | (13–14)   | Gros, Stanko 7 | Trier Arena, Tréveris Público: 3 422 Árbitros: Kurtagic, Wetterwik |
| 8 de dezembro 20:30 (UTC+1) | 4× 2×   | Relatório | 2×             | Trier Arena, Tréveris Público: 3 422 Árbitros: Kurtagic, Wetterwik |

### Grupo B
| Pos. | Seleção   | P | J | V | E | D | GP  | GC  | SG  |
| ---- | --------- | - | - | - | - | - | --- | --- | --- |
| 1    | Suécia    | 8 | 5 | 4 | 0 | 1 | 160 | 139 | +21 |
| 2    | Noruega   | 8 | 5 | 4 | 0 | 1 | 163 | 110 | +53 |
| 3    | Hungria   | 6 | 5 | 3 | 0 | 2 | 138 | 127 | +11 |
| 4    | Chéquia   | 4 | 5 | 2 | 0 | 3 | 134 | 147 | −13 |
| 5    | Polônia   | 4 | 5 | 2 | 0 | 3 | 144 | 145 | −1  |
| 6    | Argentina | 0 | 5 | 0 | 0 | 5 | 102 | 173 | −71 |

Atualizado em 9 de dezembro. Fonte: IHF

 1) pontos; 2) pontos em confronto direto; 3) diferença de gols em confronto direto; 4) número total de golos marcados; 5) diferença de golos.
| 2 de dezembro 14:00 (UTC+1) | Chéquia     | 28–22     | Argentina | EgeTrans Arena, Bietigheim-Bissingen Público: 2 363 Árbitros: Koo, Lee |
| 2 de dezembro 14:00 (UTC+1) | Ryšánková 7 | (15–9)    | Mendoza 4 | EgeTrans Arena, Bietigheim-Bissingen Público: 2 363 Árbitros: Koo, Lee |
| 2 de dezembro 14:00 (UTC+1) | 1× 2×       | Relatório | 3×        | EgeTrans Arena, Bietigheim-Bissingen Público: 2 363 Árbitros: Koo, Lee |

| 2 de dezembro 18:00 (UTC+1) | Suécia           | 30–33     | Polônia  | EgeTrans Arena, Bietigheim-Bissingen Público: 3 620 Árbitros: Schulze, Tönnies |
| 2 de dezembro 18:00 (UTC+1) | Três jogadoras 5 | (15–17)   | Achruk 9 | EgeTrans Arena, Bietigheim-Bissingen Público: 3 620 Árbitros: Schulze, Tönnies |
| 2 de dezembro 18:00 (UTC+1) | 4× 3×            | Relatório | 5× 3×    | EgeTrans Arena, Bietigheim-Bissingen Público: 3 620 Árbitros: Schulze, Tönnies |

| 2 de dezembro 20:30 (UTC+1) | Noruega | 30–22     | Hungria | EgeTrans Arena, Bietigheim-Bissingen Público: 3 620 Árbitros: Christiansen, Hansen |
| 2 de dezembro 20:30 (UTC+1) | Mørk 7  | (21–11)   | Háfra 4 | EgeTrans Arena, Bietigheim-Bissingen Público: 3 620 Árbitros: Christiansen, Hansen |
| 2 de dezembro 20:30 (UTC+1) | 3× 1×   | Relatório | 3×      | EgeTrans Arena, Bietigheim-Bissingen Público: 3 620 Árbitros: Christiansen, Hansen |

| 3 de dezembro 14:00 (UTC+1) | Polônia        | 25–29     | Chéquia     | EgeTrans Arena, Bietigheim-Bissingen Público: 2 720 Árbitros: Christiansen, Hansen |
| 3 de dezembro 14:00 (UTC+1) | Kudłacz-Gloc 6 | (15–12)   | Jeřábková 8 | EgeTrans Arena, Bietigheim-Bissingen Público: 2 720 Árbitros: Christiansen, Hansen |
| 3 de dezembro 14:00 (UTC+1) | 2× 1×          | Relatório | 5× 4×       | EgeTrans Arena, Bietigheim-Bissingen Público: 2 720 Árbitros: Christiansen, Hansen |

| 3 de dezembro 18:00 (UTC+1) | Hungria             | 22–25     | Suécia    | EgeTrans Arena, Bietigheim-Bissingen Público: 3 620 Árbitros: Koo, Lee |
| 3 de dezembro 18:00 (UTC+1) | Klivinyi, Schatzl 5 | (11–11)   | Gulldén 7 | EgeTrans Arena, Bietigheim-Bissingen Público: 3 620 Árbitros: Koo, Lee |
| 3 de dezembro 18:00 (UTC+1) | 7× 2×               | Relatório | 3×        | EgeTrans Arena, Bietigheim-Bissingen Público: 3 620 Árbitros: Koo, Lee |

| 3 de dezembro 20:30 (UTC+1) | Argentina | 21–36     | Noruega | EgeTrans Arena, Bietigheim-Bissingen Árbitros: Alpaidze, Berezkina |
| 3 de dezembro 20:30 (UTC+1) | Gavilan 4 | (13–18)   | Løke 7  | EgeTrans Arena, Bietigheim-Bissingen Árbitros: Alpaidze, Berezkina |
| 3 de dezembro 20:30 (UTC+1) | 3× 2×     | Relatório | 6× 1×   | EgeTrans Arena, Bietigheim-Bissingen Árbitros: Alpaidze, Berezkina |

| 5 de dezembro 14:00 (UTC+1) | Hungria  | 33–15     | Argentina       | EgeTrans Arena, Bietigheim-Bissingen Árbitros: Schulze, Tönnies |
| 5 de dezembro 14:00 (UTC+1) | Kovács 7 | (18–7)    | Ponce de Leon 5 | EgeTrans Arena, Bietigheim-Bissingen Árbitros: Schulze, Tönnies |
| 5 de dezembro 14:00 (UTC+1) | 4× 3×    | Relatório | 2×              | EgeTrans Arena, Bietigheim-Bissingen Árbitros: Schulze, Tönnies |

| 5 de dezembro 18:00 (UTC+1) | Suécia           | 36–32     | Chéquia    | EgeTrans Arena, Bietigheim-Bissingen Público: 2 600 Árbitros: Alpaidze, Berezkina |
| 5 de dezembro 18:00 (UTC+1) | Três jogadoras 6 | (16–18)   | Luzumová 9 | EgeTrans Arena, Bietigheim-Bissingen Público: 2 600 Árbitros: Alpaidze, Berezkina |
| 5 de dezembro 18:00 (UTC+1) | 2×               | Relatório | 2×         | EgeTrans Arena, Bietigheim-Bissingen Público: 2 600 Árbitros: Alpaidze, Berezkina |

| 5 de dezembro 20:30 (UTC+1) | Noruega       | 35–20     | Polônia | EgeTrans Arena, Bietigheim-Bissingen Público: 2 600 Árbitros: Koo, Lee |
| 5 de dezembro 20:30 (UTC+1) | Kristiansen 6 | (18–11)   | Zych 4  | EgeTrans Arena, Bietigheim-Bissingen Público: 2 600 Árbitros: Koo, Lee |
| 5 de dezembro 20:30 (UTC+1) | 1× 2×         | Relatório | 2×      | EgeTrans Arena, Bietigheim-Bissingen Público: 2 600 Árbitros: Koo, Lee |

| 7 de dezembro 14:00 (UTC+1) | Polônia        | 28–31     | Hungria     | EgeTrans Arena, Bietigheim-Bissingen Público: 1 570 Árbitros: Alpaidze, Berezkina |
| 7 de dezembro 14:00 (UTC+1) | Kudłacz-Gloc 8 | (11–13)   | Kovacsics 8 | EgeTrans Arena, Bietigheim-Bissingen Público: 1 570 Árbitros: Alpaidze, Berezkina |
| 7 de dezembro 14:00 (UTC+1) | 1× 2×          | Relatório | 4× 3×       | EgeTrans Arena, Bietigheim-Bissingen Público: 1 570 Árbitros: Alpaidze, Berezkina |

| 7 de dezembro 18:00 (UTC+1) | Suécia   | 38–24     | Argentina         | EgeTrans Arena, Bietigheim-Bissingen Público: 2 200 Árbitros: Christiansen, Hansen |
| 7 de dezembro 18:00 (UTC+1) | Hagman 6 | (17–13)   | Cinco jogadoras 3 | EgeTrans Arena, Bietigheim-Bissingen Público: 2 200 Árbitros: Christiansen, Hansen |
| 7 de dezembro 18:00 (UTC+1) | 6× 2×    | Relatório | 3× 1×             | EgeTrans Arena, Bietigheim-Bissingen Público: 2 200 Árbitros: Christiansen, Hansen |

| 7 de dezembro 20:30 (UTC+1) | Chéquia     | 16–34     | Noruega | EgeTrans Arena, Bietigheim-Bissingen Público: 2 300 Árbitros: Schulze, Tönnies |
| 7 de dezembro 20:30 (UTC+1) | Jeřábková 4 | (7–20)    | Mørk 7  | EgeTrans Arena, Bietigheim-Bissingen Público: 2 300 Árbitros: Schulze, Tönnies |
| 7 de dezembro 20:30 (UTC+1) | 7× 2×       | Relatório | 4× 2×   | EgeTrans Arena, Bietigheim-Bissingen Público: 2 300 Árbitros: Schulze, Tönnies |

| 8 de dezembro 14:00 (UTC+1) | Argentina | 20–38     | Polônia        | EgeTrans Arena, Bietigheim-Bissingen Público: 1 100 Árbitros: Schulze, Tönnies |
| 8 de dezembro 14:00 (UTC+1) | Salvadó 4 | (9–19)    | Kudłacz-Gloc 7 | EgeTrans Arena, Bietigheim-Bissingen Público: 1 100 Árbitros: Schulze, Tönnies |
| 8 de dezembro 14:00 (UTC+1) | 3× 2×     | Relatório | 3×             | EgeTrans Arena, Bietigheim-Bissingen Público: 1 100 Árbitros: Schulze, Tönnies |

| 8 de dezembro 18:00 (UTC+1) | Chéquia     | 29–30     | Hungria | EgeTrans Arena, Bietigheim-Bissingen Público: 3 620 Árbitros: Christiansen, Hansen |
| 8 de dezembro 18:00 (UTC+1) | Jeřábková 9 | (14–17)   | Bódi 7  | EgeTrans Arena, Bietigheim-Bissingen Público: 3 620 Árbitros: Christiansen, Hansen |
| 8 de dezembro 18:00 (UTC+1) | 2× 3×       | Relatório | 7× 2×   | EgeTrans Arena, Bietigheim-Bissingen Público: 3 620 Árbitros: Christiansen, Hansen |

| 8 de dezembro 20:30 (UTC+1) | Noruega | 28–31     | Suécia    | EgeTrans Arena, Bietigheim-Bissingen Público: 3 620 Árbitros: Koo, Lee |
| 8 de dezembro 20:30 (UTC+1) | Mørk 9  | (18–16)   | Gulldén 9 | EgeTrans Arena, Bietigheim-Bissingen Público: 3 620 Árbitros: Koo, Lee |
| 8 de dezembro 20:30 (UTC+1) | 2× 3×   | Relatório | 1× 3×     | EgeTrans Arena, Bietigheim-Bissingen Público: 3 620 Árbitros: Koo, Lee |

### Grupo C
| Pos. | Seleção    | P  | J | V | E | D | GP  | GC  | SG  |
| ---- | ---------- | -- | - | - | - | - | --- | --- | --- |
| 1    | Rússia     | 10 | 5 | 5 | 0 | 0 | 149 | 111 | +38 |
| 2    | Dinamarca  | 6  | 5 | 3 | 0 | 2 | 142 | 120 | +22 |
| 3    | Japão      | 5  | 5 | 2 | 1 | 2 | 134 | 130 | +4  |
| 4    | Montenegro | 5  | 5 | 2 | 1 | 2 | 135 | 127 | +8  |
| 5    | Brasil     | 4  | 5 | 1 | 2 | 2 | 110 | 119 | −9  |
| 6    | Tunísia    | 0  | 5 | 0 | 0 | 5 | 93  | 156 | −63 |

Atualizado em 9 de dezembro. Fonte: IHF

 1) pontos; 2) pontos em confronto direto; 3) diferença de gols em confronto direto; 4) número total de golos marcados; 5) diferença de golos.
| 2 de dezembro 14:00 (UTC+1) | Rússia             | 36–16     | Tunísia   | EWE Arena, Oldemburgo Público: 2 293 Árbitros: Antić, Jakovljević |
| 2 de dezembro 14:00 (UTC+1) | Quatro jogadoras 5 | (14–9)    | Chebbah 6 | EWE Arena, Oldemburgo Público: 2 293 Árbitros: Antić, Jakovljević |
| 2 de dezembro 14:00 (UTC+1) | 4× 3×              | Relatório | 2× 3×     | EWE Arena, Oldemburgo Público: 2 293 Árbitros: Antić, Jakovljević |

| 2 de dezembro 17:45 (UTC+1) | Brasil  | 28–28     | Japão  | EWE Arena, Oldemburgo Público: 2 973 Árbitros: Bonaventura, Bonaventura |
| 2 de dezembro 17:45 (UTC+1) | Belo 11 | (12–15)   | Hara 7 | EWE Arena, Oldemburgo Público: 2 973 Árbitros: Bonaventura, Bonaventura |
| 2 de dezembro 17:45 (UTC+1) | 6× 4×   | Relatório | 3× 2×  | EWE Arena, Oldemburgo Público: 2 973 Árbitros: Bonaventura, Bonaventura |

| 2 de dezembro 20:30 (UTC+1) | Dinamarca          | 24–31        | Montenegro   | EWE Arena, Oldemburgo Público: 3 079 Árbitros: Horváth, Márton |
| 2 de dezembro 20:30 (UTC+1) | Grigel, Tranborg 5 | (12–17)      | Radičević 12 | EWE Arena, Oldemburgo Público: 3 079 Árbitros: Horváth, Márton |
| 2 de dezembro 20:30 (UTC+1) | 5× 3×              | [ Relatório] | 5× 4×        | EWE Arena, Oldemburgo Público: 3 079 Árbitros: Horváth, Márton |

| 3 de dezembro 14:00 (UTC+1) | Tunísia   | 22–23     | Brasil  | EWE Arena, Oldemburgo Público: 2 351 Árbitros: Lah, Sok |
| 3 de dezembro 14:00 (UTC+1) | Chebbah 7 | (13–10)   | Belo 11 | EWE Arena, Oldemburgo Público: 2 351 Árbitros: Lah, Sok |
| 3 de dezembro 14:00 (UTC+1) | 4× 3×     | Relatório | 5× 2×   | EWE Arena, Oldemburgo Público: 2 351 Árbitros: Lah, Sok |

| 3 de dezembro 17:45 (UTC+1) | Montenegro  | 24–28     | Rússia      | EWE Arena, Oldemburgo Público: 2 269 Árbitros: Bonaventura, Bonaventura |
| 3 de dezembro 17:45 (UTC+1) | Bulatović 7 | (12–15)   | Dmitrieva 5 | EWE Arena, Oldemburgo Público: 2 269 Árbitros: Bonaventura, Bonaventura |
| 3 de dezembro 17:45 (UTC+1) | 4× 3×       | Relatório | 4× 3×       | EWE Arena, Oldemburgo Público: 2 269 Árbitros: Bonaventura, Bonaventura |

| 3 de dezembro 20:30 (UTC+1) | Japão              | 18–32     | Dinamarca        | EWE Arena, Oldemburgo Público: 2 389 Árbitros: Antić, Jakovljević |
| 3 de dezembro 20:30 (UTC+1) | Quatro jogadoras 3 | (5–16)    | Três jogadoras 5 | EWE Arena, Oldemburgo Público: 2 389 Árbitros: Antić, Jakovljević |
| 3 de dezembro 20:30 (UTC+1) | 2×                 | Relatório | 4× 1×            | EWE Arena, Oldemburgo Público: 2 389 Árbitros: Antić, Jakovljević |

| 5 de dezembro 14:00 (UTC+1) | Montenegro  | 28–29     | Japão     | EWE Arena, Oldemburgo Público: 1 103 Árbitros: Lah, Sok |
| 5 de dezembro 14:00 (UTC+1) | Radičević 7 | (15–12)   | Ikehara 9 | EWE Arena, Oldemburgo Público: 1 103 Árbitros: Lah, Sok |
| 5 de dezembro 14:00 (UTC+1) | 3×          | Relatório | 1× 3×     | EWE Arena, Oldemburgo Público: 1 103 Árbitros: Lah, Sok |

| 5 de dezembro 17:45 (UTC+1) | Rússia      | 24–16     | Brasil   | EWE Arena, Oldemburgo Árbitros: Horváth, Márton |
| 5 de dezembro 17:45 (UTC+1) | Samokhina 6 | (14–7)    | Amorim 5 | EWE Arena, Oldemburgo Árbitros: Horváth, Márton |
| 5 de dezembro 17:45 (UTC+1) | 5× 2×       | Relatório | 3× 4×    | EWE Arena, Oldemburgo Árbitros: Horváth, Márton |

| 5 de dezembro 20:30 (UTC+1) | Dinamarca      | 37–19     | Tunísia   | EWE Arena, Oldemburgo Público: 1 812 Árbitros: Bonaventura, Bonaventura |
| 5 de dezembro 20:30 (UTC+1) | L. Jørgensen 6 | (15–6)    | Chebbah 7 | EWE Arena, Oldemburgo Público: 1 812 Árbitros: Bonaventura, Bonaventura |
| 5 de dezembro 20:30 (UTC+1) | 4× 3×          | Relatório | 2×        | EWE Arena, Oldemburgo Público: 1 812 Árbitros: Bonaventura, Bonaventura |

| 6 de dezembro 14:00 (UTC+1) | Rússia           | 29–28     | Japão                | EWE Arena, Oldemburgo Público: 1 187 Árbitros: Bonaventura, Bonaventura |
| 6 de dezembro 14:00 (UTC+1) | Três jogadoras 5 | (13–11)   | Ikehara, Y. Sunami 6 | EWE Arena, Oldemburgo Público: 1 187 Árbitros: Bonaventura, Bonaventura |
| 6 de dezembro 14:00 (UTC+1) | 8× 2×            | Relatório | 7× 2×                | EWE Arena, Oldemburgo Público: 1 187 Árbitros: Bonaventura, Bonaventura |

| 6 de dezembro 17:45 (UTC+1) | Tunísia          | 23–29     | Montenegro | EWE Arena, Oldemburgo Público: 1 989 Árbitros: Antić, Jakovljević |
| 6 de dezembro 17:45 (UTC+1) | Chebbah, Kouki 5 | (13–15)   | Raičević 9 | EWE Arena, Oldemburgo Público: 1 989 Árbitros: Antić, Jakovljević |
| 6 de dezembro 17:45 (UTC+1) | 4× 1×            | Relatório | 5× 3× 1×   | EWE Arena, Oldemburgo Público: 1 989 Árbitros: Antić, Jakovljević |

| 6 de dezembro 20:30 (UTC+1) | Brasil  | 20–22     | Dinamarca      | EWE Arena, Oldemburgo Público: 2 105 Árbitros: Horváth, Márton |
| 6 de dezembro 20:30 (UTC+1) | Belo 11 | (13–13)   | S. Jørgensen 9 | EWE Arena, Oldemburgo Público: 2 105 Árbitros: Horváth, Márton |
| 6 de dezembro 20:30 (UTC+1) | 2× 4×   | Relatório | 4×             | EWE Arena, Oldemburgo Público: 2 105 Árbitros: Horváth, Márton |

| 8 de dezembro 14:00 (UTC+1) | Japão       | 31–13     | Tunísia   | EWE Arena, Oldemburgo Público: 809 Árbitros: Horváth, Márton |
| 8 de dezembro 14:00 (UTC+1) | Yokoshima 8 | (15–6)    | Chebbah 5 | EWE Arena, Oldemburgo Público: 809 Árbitros: Horváth, Márton |
| 8 de dezembro 14:00 (UTC+1) | 5× 2×       | Relatório | 4× 2×     | EWE Arena, Oldemburgo Público: 809 Árbitros: Horváth, Márton |

| 8 de dezembro 17:45 (UTC+1) | Brasil         | 23–23     | Montenegro  | EWE Arena, Oldemburgo Público: 3 607 Árbitros: Arntsen, Røen |
| 8 de dezembro 17:45 (UTC+1) | Amorim, Belo 6 | (13–12)   | Bulatović 6 | EWE Arena, Oldemburgo Público: 3 607 Árbitros: Arntsen, Røen |
| 8 de dezembro 17:45 (UTC+1) | 3×             | Relatório | 5× 3×       | EWE Arena, Oldemburgo Público: 3 607 Árbitros: Arntsen, Røen |

| 8 de dezembro 20:30 (UTC+1) | Dinamarca        | 27–32     | Rússia      | EWE Arena, Oldemburgo Público: 4 021 Árbitros: Lah, Sok |
| 8 de dezembro 20:30 (UTC+1) | Fisker, Woller 5 | (11–12)   | Samokhina 7 | EWE Arena, Oldemburgo Público: 4 021 Árbitros: Lah, Sok |
| 8 de dezembro 20:30 (UTC+1) | 4× 2×            | Relatório | 2×          | EWE Arena, Oldemburgo Público: 4 021 Árbitros: Lah, Sok |

### Grupo D
| Pos. | Seleção       | P | J | V | E | D | GP  | GC  | SG  |
| ---- | ------------- | - | - | - | - | - | --- | --- | --- |
| 1    | Sérvia        | 8 | 5 | 3 | 2 | 0 | 159 | 121 | +38 |
| 2    | Países Baixos | 7 | 5 | 3 | 1 | 1 | 149 | 111 | +38 |
| 3    | Alemanha      | 7 | 5 | 3 | 1 | 1 | 120 | 95  | +25 |
| 4    | Coreia do Sul | 6 | 5 | 3 | 0 | 2 | 134 | 118 | +16 |
| 5    | Camarões      | 1 | 5 | 0 | 1 | 4 | 105 | 150 | −45 |
| 6    | China         | 1 | 5 | 0 | 1 | 4 | 92  | 164 | −72 |

Atualizado em 9 de dezembro. Fonte: IHF

 1) pontos; 2) pontos em confronto direto; 3) diferença de gols em confronto direto; 4) número total de golos marcados; 5) diferença de golos.
| 1 de dezembro 19:00 (UTC+1) | Alemanha  | 28–15     | Camarões   | Arena Leipzig, Leipzig Público: 6 000 Árbitros: Arntsen, Røen |
| 1 de dezembro 19:00 (UTC+1) | Loerper 5 | (12–7)    | Djiepmou 3 | Arena Leipzig, Leipzig Público: 6 000 Árbitros: Arntsen, Røen |
| 1 de dezembro 19:00 (UTC+1) | 1× 3×     | Relatório | 8× 2×      | Arena Leipzig, Leipzig Público: 6 000 Árbitros: Arntsen, Røen |

| 2 de dezembro 15:30 (UTC+1) | Sérvia                      | 43–23     | China    | Arena Leipzig, Leipzig Árbitros: Erdoğan, Özdeniz |
| 2 de dezembro 15:30 (UTC+1) | Damnjanović, Krpež Slezak 8 | (21–11)   | Liu 9    | Arena Leipzig, Leipzig Árbitros: Erdoğan, Özdeniz |
| 2 de dezembro 15:30 (UTC+1) | 4× 3×                       | Relatório | 4× 3× 1× | Arena Leipzig, Leipzig Árbitros: Erdoğan, Özdeniz |

| 2 de dezembro 18:00 (UTC+1) | Países Baixos | 22–24     | Coreia do Sul | Arena Leipzig, Leipzig Público: 2 066 Árbitros: García, Marín |
| 2 de dezembro 18:00 (UTC+1) | Abbingh 11    | (11–14)   | Kang 6        | Arena Leipzig, Leipzig Público: 2 066 Árbitros: García, Marín |
| 2 de dezembro 18:00 (UTC+1) | 3× 2×         | Relatório | 1×            | Arena Leipzig, Leipzig Público: 2 066 Árbitros: García, Marín |

| 3 de dezembro 14:00 (UTC+1) | Camarões          | 21–34     | Sérvia                        | Arena Leipzig, Leipzig Público: 2 107 Árbitros: García, Marín |
| 3 de dezembro 14:00 (UTC+1) | Atangana, Touba 5 | (9–20)    | Krpež Slezak, Radosavljević 6 | Arena Leipzig, Leipzig Público: 2 107 Árbitros: García, Marín |
| 3 de dezembro 14:00 (UTC+1) | 5× 1×             | Relatório | 3× 2×                         | Arena Leipzig, Leipzig Público: 2 107 Árbitros: García, Marín |

| 3 de dezembro 18:00 (UTC+1) | China | 15–40        | Países Baixos    | Arena Leipzig, Leipzig Público: 4 381 Árbitros: Arntsen, Røen |
| 3 de dezembro 18:00 (UTC+1) | Liu 6 | (9–20)       | Três jogadoras 5 | Arena Leipzig, Leipzig Público: 4 381 Árbitros: Arntsen, Røen |
| 3 de dezembro 18:00 (UTC+1) | 2×    | [ Relatório] | 2× 3×            | Arena Leipzig, Leipzig Público: 4 381 Árbitros: Arntsen, Røen |

| 3 de dezembro 20:30 (UTC+1) | Coreia do Sul | 18–23     | Alemanha     | Arena Leipzig, Leipzig Público: 5 794 Árbitros: Kurtagic, Wetterwik |
| 3 de dezembro 20:30 (UTC+1) | Lee, Sim 5    | (10–11)   | Gubernatis 7 | Arena Leipzig, Leipzig Público: 5 794 Árbitros: Kurtagic, Wetterwik |
| 3 de dezembro 20:30 (UTC+1) | 3×            | Relatório | 5× 4×        | Arena Leipzig, Leipzig Público: 5 794 Árbitros: Kurtagic, Wetterwik |

| 5 de dezembro 12:00 (UTC+1) | Coreia do Sul | 31–19     | China | Arena Leipzig, Leipzig Público: 3 917 Árbitros: García, Marín |
| 5 de dezembro 12:00 (UTC+1) | Yu 8          | (18–10)   | Liu 8 | Arena Leipzig, Leipzig Público: 3 917 Árbitros: García, Marín |
| 5 de dezembro 12:00 (UTC+1) | 2×            | Relatório | 3× 2× | Arena Leipzig, Leipzig Público: 3 917 Árbitros: García, Marín |

| 5 de dezembro 15:30 (UTC+1) | Países Baixos             | 29–22     | Camarões          | Arena Leipzig, Leipzig Público: 2 237 Árbitros: Erdoğan, Özdeniz |
| 5 de dezembro 15:30 (UTC+1) | Polman, Van der Heijden 4 | (14–8)    | Djiepmou, Touba 4 | Arena Leipzig, Leipzig Público: 2 237 Árbitros: Erdoğan, Özdeniz |
| 5 de dezembro 15:30 (UTC+1) | 3×                        | Relatório | 5× 1×             | Arena Leipzig, Leipzig Público: 2 237 Árbitros: Erdoğan, Özdeniz |

| 5 de dezembro 18:00 (UTC+1) | Alemanha | 22–22     | Sérvia         | Arena Leipzig, Leipzig Público: 3 871 Árbitros: Arntsen, Røen |
| 5 de dezembro 18:00 (UTC+1) | Huber 6  | (9–11)    | Krpež Slezak 7 | Arena Leipzig, Leipzig Público: 3 871 Árbitros: Arntsen, Røen |
| 5 de dezembro 18:00 (UTC+1) | 6× 4×    | Relatório | 4×             | Arena Leipzig, Leipzig Público: 3 871 Árbitros: Arntsen, Røen |

| 6 de dezembro 12:00 (UTC+1) | Camarões   | 21–33     | Coreia do Sul    | Arena Leipzig, Leipzig Público: 667 Árbitros: Arntsen, Røen |
| 6 de dezembro 12:00 (UTC+1) | Djiepmou 6 | (6–16)    | Três jogadoras 5 | Arena Leipzig, Leipzig Público: 667 Árbitros: Arntsen, Røen |
| 6 de dezembro 12:00 (UTC+1) | 6× 3×      | Relatório | 2×               | Arena Leipzig, Leipzig Público: 667 Árbitros: Arntsen, Røen |

| 6 de dezembro 15:30 (UTC+1) | Sérvia      | 27–27     | Países Baixos | Arena Leipzig, Leipzig Público: 2 545 Árbitros: Kurtagic, Wetterwik |
| 6 de dezembro 15:30 (UTC+1) | Dmitrović 9 | (15–15)   | Abbingh 7     | Arena Leipzig, Leipzig Público: 2 545 Árbitros: Kurtagic, Wetterwik |
| 6 de dezembro 15:30 (UTC+1) | 6× 3×       | Relatório | 3×            | Arena Leipzig, Leipzig Público: 2 545 Árbitros: Kurtagic, Wetterwik |

| 6 de dezembro 18:00 (UTC+1) | Alemanha | 24–9      | China            | Arena Leipzig, Leipzig Público: 3 165 Árbitros: Erdoğan, Özdeniz |
| 6 de dezembro 18:00 (UTC+1) | Bölk 4   | (10–3)    | Três jogadoras 2 | Arena Leipzig, Leipzig Público: 3 165 Árbitros: Erdoğan, Özdeniz |
| 6 de dezembro 18:00 (UTC+1) | 1× 3×    | Relatório | 4× 2×            | Arena Leipzig, Leipzig Público: 3 165 Árbitros: Erdoğan, Özdeniz |

| 8 de dezembro 14:00 (UTC+1) | China  | 26–26     | Camarões                    | Arena Leipzig, Leipzig Público: 1 825 Árbitros: Antić, Jakovljević |
| 8 de dezembro 14:00 (UTC+1) | Qiao 5 | (13–13)   | Baniomo, Nchouapouognigni 5 | Arena Leipzig, Leipzig Público: 1 825 Árbitros: Antić, Jakovljević |
| 8 de dezembro 14:00 (UTC+1) | 3×     | Relatório | 5× 2×                       | Arena Leipzig, Leipzig Público: 1 825 Árbitros: Antić, Jakovljević |

| 8 de dezembro 18:00 (UTC+1) | Países Baixos | 31–23     | Alemanha | Arena Leipzig, Leipzig Público: 6 000 Árbitros: García, Marín |
| 8 de dezembro 18:00 (UTC+1) | Abbingh 9     | (18–10)   | Stolle 6 | Arena Leipzig, Leipzig Público: 6 000 Árbitros: García, Marín |
| 8 de dezembro 18:00 (UTC+1) | 3× 1×         | Relatório | 3×       | Arena Leipzig, Leipzig Público: 6 000 Árbitros: García, Marín |

| 8 de dezembro 20:30 (UTC+1) | Sérvia                   | 33–28     | Coreia do Sul | Arena Leipzig, Leipzig Público: 5 432 Árbitros: Erdoğan, Özdeniz |
| 8 de dezembro 20:30 (UTC+1) | Damnjanović, Pop-Lazić 5 | (15–14)   | Yu 8          | Arena Leipzig, Leipzig Público: 5 432 Árbitros: Erdoğan, Özdeniz |
| 8 de dezembro 20:30 (UTC+1) | 4× 3×                    | Relatório | 2×            | Arena Leipzig, Leipzig Público: 5 432 Árbitros: Erdoğan, Özdeniz |

## President's Cup

### Disputa do 17º lugar
|  | Classificatória         | Classificatória         |    |                         | Disputa do 17º lugar    | Disputa do 17º lugar |  |
|  |                         |                         |    |                         |                         |                      |  |
|  | Leipzig, 10 de dezembro |                         |    |                         |                         |                      |  |
|  | Angola                  | 33                      |    |                         |                         |                      |  |
|  | Polônia (pen)           | 34                      |    |                         |                         |                      |  |
|  |                         |                         |    |                         |                         |                      |  |
|  |                         |                         |    |                         | Leipzig, 11 de dezembro |                      |  |
|  |                         |                         |    |                         | Polônia                 | 29                   |  |
|  |                         | Brasil                  | 27 |                         |                         |                      |  |
|  |                         |                         |    |                         |                         |                      |  |
|  |                         |                         |    |                         |                         |                      |  |
|  |                         |                         |    |                         | Disputa do 19º lugar    |                      |  |
|  | Leipzig, 10 de dezembro | Leipzig, 10 de dezembro |    | Leipzig, 11 de dezembro | Leipzig, 11 de dezembro |                      |  |
|  | Brasil                  | 28                      |    | Angola                  | 33                      |                      |  |
|  | Camarões                | 26                      |    |                         | Camarões                | 23                   |  |

Classificatória
| 10 de dezembro 11:30 (UTC+1) | Angola                            | 33–34 (Pro) | Polônia  | Arena Leipzig, Leipzig Público: 763 Árbitros: Erdoğan, Özdeniz |
| 10 de dezembro 11:30 (UTC+1) | Guialo 9                          | (13–12)     | Grzyb 13 | Arena Leipzig, Leipzig Público: 763 Árbitros: Erdoğan, Özdeniz |
| 10 de dezembro 11:30 (UTC+1) | 5× 2×                             | Relatório   | 3×       | Arena Leipzig, Leipzig Público: 763 Árbitros: Erdoğan, Özdeniz |
| 10 de dezembro 11:30 (UTC+1) | 2T: 24–24 Pro: 0–0, 0–0 Pen: 9–10 |             |          | Arena Leipzig, Leipzig Público: 763 Árbitros: Erdoğan, Özdeniz |

| 10 de dezembro 14:00 (UTC+1) | Brasil     | 28–26     | Camarões       | Arena Leipzig, Leipzig Público: 637 Árbitros: Alpaidze, Berezkina |
| 10 de dezembro 14:00 (UTC+1) | D. Rocha 7 | (14–15)   | Mossy, Touba 6 | Arena Leipzig, Leipzig Público: 637 Árbitros: Alpaidze, Berezkina |
| 10 de dezembro 14:00 (UTC+1) | 4× 2×      | Relatório | 7× 1×          | Arena Leipzig, Leipzig Público: 637 Árbitros: Alpaidze, Berezkina |

Disputa do 19º lugar
| 11 de dezembro 11:30 (UTC+1) | Angola    | 33–23     | Camarões         | Arena Leipzig, Leipzig Público: 227 Árbitros: Koo, Lee |
| 11 de dezembro 11:30 (UTC+1) | Machado 8 | (16–12)   | Três jogadoras 4 | Arena Leipzig, Leipzig Público: 227 Árbitros: Koo, Lee |
| 11 de dezembro 11:30 (UTC+1) | 2× 3×     | Relatório | 3× 1×            | Arena Leipzig, Leipzig Público: 227 Árbitros: Koo, Lee |

Disputa do 17º lugar
| 11 de dezembro 14:00 (UTC+1) | Polônia        | 29–27     | Brasil     | Arena Leipzig, Leipzig Público: 242 Árbitros: Hizaki, Ikebuchi |
| 11 de dezembro 14:00 (UTC+1) | Kudłacz-Gloc 7 | (15–13)   | M. Costa 8 | Arena Leipzig, Leipzig Público: 242 Árbitros: Hizaki, Ikebuchi |
| 11 de dezembro 14:00 (UTC+1) | 6× 3×          | Relatório | 5× 2×      | Arena Leipzig, Leipzig Público: 242 Árbitros: Hizaki, Ikebuchi |

### Disputa do 21º lugar
|  | Classificatória            | Classificatória            |    |                            | Disputa do 21º lugar       | Disputa do 21º lugar |  |
|  |                            |                            |    |                            |                            |                      |  |
|  | Magdeburgo, 10 de dezembro |                            |    |                            |                            |                      |  |
|  | Paraguai                   | 28                         |    |                            |                            |                      |  |
|  | Argentina                  | 25                         |    |                            |                            |                      |  |
|  |                            |                            |    |                            |                            |                      |  |
|  |                            |                            |    |                            | Magdeburgo, 11 de dezembro |                      |  |
|  |                            |                            |    |                            | Paraguai                   | 23                   |  |
|  |                            | China                      | 21 |                            |                            |                      |  |
|  |                            |                            |    |                            |                            |                      |  |
|  |                            |                            |    |                            |                            |                      |  |
|  |                            |                            |    |                            | Disputa do 23º lugar       |                      |  |
|  | Magdeburgo, 10 de dezembro | Magdeburgo, 10 de dezembro |    | Magdeburgo, 11 de dezembro | Magdeburgo, 11 de dezembro |                      |  |
|  | Tunísia                    | 31                         |    | Argentina                  | 29                         |                      |  |
|  | China                      | 32                         |    |                            | Tunísia                    | 19                   |  |

Classificatória
| 10 de dezembro 11:30 (UTC+1) | Paraguai | 28–25     | Argentina                | GETEC Arena, Magdeburgo Público: 1 493 Árbitros: Arntsen, Røen |
| 10 de dezembro 11:30 (UTC+1) | Fiore 8  | (10–12)   | Ponce de Leon, Salvadó 5 | GETEC Arena, Magdeburgo Público: 1 493 Árbitros: Arntsen, Røen |
| 10 de dezembro 11:30 (UTC+1) | 3× 1×    | Relatório | 3×                       | GETEC Arena, Magdeburgo Público: 1 493 Árbitros: Arntsen, Røen |

| 10 de dezembro 14:00 (UTC+1) | Tunísia    | 31–32     | China | GETEC Arena, Magdeburgo Público: 1 787 Árbitros: Bonaventura, Bonaventura |
| 10 de dezembro 14:00 (UTC+1) | Hamrouni 6 | (14–16)   | Liu 9 | GETEC Arena, Magdeburgo Público: 1 787 Árbitros: Bonaventura, Bonaventura |
| 10 de dezembro 14:00 (UTC+1) | 2× 3×      | Relatório | 5× 2× | GETEC Arena, Magdeburgo Público: 1 787 Árbitros: Bonaventura, Bonaventura |

Disputa do 23º lugar
| 11 de dezembro 11:30 (UTC+1) | Argentina | 29–19     | Tunísia     | GETEC Arena, Magdeburgo Público: 1 361 Árbitros: García, Marín |
| 11 de dezembro 11:30 (UTC+1) | Salvadó 8 | (15–10)   | Chabchoub 5 | GETEC Arena, Magdeburgo Público: 1 361 Árbitros: García, Marín |
| 11 de dezembro 11:30 (UTC+1) | 1×        | Relatório | 3× 1×       | GETEC Arena, Magdeburgo Público: 1 361 Árbitros: García, Marín |

Disputa do 21º lugar
| 11 de dezembro 14:00 (UTC+1) | Paraguai | 23–21     | China | GETEC Arena, Magdeburgo Público: 1 361 Árbitros: Kurtagic, Wetterwik |
| 11 de dezembro 14:00 (UTC+1) | Fiore 5  | (14–10)   | Sun 6 | GETEC Arena, Magdeburgo Público: 1 361 Árbitros: Kurtagic, Wetterwik |
| 11 de dezembro 14:00 (UTC+1) | 6× 1×    | Relatório | 4×    | GETEC Arena, Magdeburgo Público: 1 361 Árbitros: Kurtagic, Wetterwik |

## Fase final
|  | Oitavas de final            | Oitavas de final            |                             |    | Quartas de final | Quartas de final |                           |                           | Semifinais | Semifinais |  |  | Final | Final |
|  |                             |                             |                             |    |                  |                  |                           |                           |            |            |  |  |       |       |
|  | 10 de dezembro – Leipzig    |                             |                             |    |                  |                  |                           |                           |            |            |  |  |       |       |
|  |                             |                             |                             |    |                  |                  |                           |                           |            |            |  |  |       |       |
|  | Suécia                      | 33                          |                             |    |                  |                  |                           |                           |            |            |  |  |       |       |
|  | Suécia                      | 33                          | 12 de dezembro – Leipzig    |    |                  |                  |                           |                           |            |            |  |  |       |       |
|  | Eslovênia                   | 21                          |                             |    |                  |                  |                           |                           |            |            |  |  |       |       |
|  | Eslovênia                   | 21                          | Suécia                      | 26 |                  |                  |                           |                           |            |            |  |  |       |       |
|  | 10 de dezembro – Magdeburgo |                             | Suécia                      | 26 |                  |                  |                           |                           |            |            |  |  |       |       |
|  |                             | Dinamarca                   | 23                          |    |                  |                  |                           |                           |            |            |  |  |       |       |
|  | Alemanha                    | Dinamarca                   | 23                          | 17 |                  |                  |                           |                           |            |            |  |  |       |       |
|  | Alemanha                    |                             | 15 de dezembro – Hamburgo   | 17 |                  |                  |                           |                           |            |            |  |  |       |       |
|  | Dinamarca                   | 21                          |                             |    |                  |                  |                           |                           |            |            |  |  |       |       |
|  | Dinamarca                   | 21                          | Suécia                      | 22 |                  |                  |                           |                           |            |            |  |  |       |       |
|  | 10 de dezembro – Leipzig    |                             | Suécia                      | 22 |                  |                  |                           |                           |            |            |  |  |       |       |
|  |                             | França                      | 24                          |    |                  |                  |                           |                           |            |            |  |  |       |       |
|  | Hungria                     | França                      | 24                          | 26 |                  |                  |                           |                           |            |            |  |  |       |       |
|  | Hungria                     | 12 de dezembro – Leipzig    |                             | 26 |                  |                  |                           |                           |            |            |  |  |       |       |
|  | França                      | 29                          |                             |    |                  |                  |                           |                           |            |            |  |  |       |       |
|  | França                      | 29                          | França                      | 25 |                  |                  |                           |                           |            |            |  |  |       |       |
|  | 10 de dezembro – Magdeburgo |                             | França                      | 25 |                  |                  |                           |                           |            |            |  |  |       |       |
|  |                             | Montenegro                  | 22                          |    |                  |                  |                           |                           |            |            |  |  |       |       |
|  | Sérvia                      | Montenegro                  | 22                          | 29 |                  |                  |                           |                           |            |            |  |  |       |       |
|  | Sérvia                      |                             | 17 de dezembro – Hamburgo   | 29 |                  |                  |                           |                           |            |            |  |  |       |       |
|  | Montenegro                  | 31                          |                             |    |                  |                  |                           |                           |            |            |  |  |       |       |
|  | Montenegro                  | 31                          | França                      | 23 |                  |                  |                           |                           |            |            |  |  |       |       |
|  | 11 de dezembro – Magdeburgo |                             | França                      | 23 |                  |                  |                           |                           |            |            |  |  |       |       |
|  |                             | Noruega                     | 21                          |    |                  |                  |                           |                           |            |            |  |  |       |       |
|  | Japão                       | Noruega                     | 21                          | 24 |                  |                  |                           |                           |            |            |  |  |       |       |
|  | Japão                       | 13 de dezembro – Magdeburgo |                             | 24 |                  |                  |                           |                           |            |            |  |  |       |       |
|  | Países Baixos (pro)         | 26                          |                             |    |                  |                  |                           |                           |            |            |  |  |       |       |
|  | Países Baixos (pro)         | 26                          | Países Baixos               | 30 |                  |                  |                           |                           |            |            |  |  |       |       |
|  | 11 de dezembro – Leipzig    |                             | Países Baixos               | 30 |                  |                  |                           |                           |            |            |  |  |       |       |
|  |                             | Chéquia                     | 26                          |    |                  |                  |                           |                           |            |            |  |  |       |       |
|  | Romênia                     | Chéquia                     | 26                          | 27 |                  |                  |                           |                           |            |            |  |  |       |       |
|  | Romênia                     |                             | 15 de dezembro – Hamburgo   | 27 |                  |                  |                           |                           |            |            |  |  |       |       |
|  | Chéquia                     | 28                          |                             |    |                  |                  |                           |                           |            |            |  |  |       |       |
|  | Chéquia                     | 28                          | Países Baixos               | 23 |                  |                  |                           |                           |            |            |  |  |       |       |
|  | 11 de dezembro – Leipzig    |                             | Países Baixos               | 23 |                  |                  |                           |                           |            |            |  |  |       |       |
|  |                             | Noruega                     | 32                          |    | Terceiro lugar   | Terceiro lugar   |                           |                           |            |            |  |  |       |       |
|  | Espanha                     | Noruega                     | 32                          | 23 | Terceiro lugar   | Terceiro lugar   |                           |                           |            |            |  |  |       |       |
|  | Espanha                     | 13 de dezembro – Magdeburgo | 13 de dezembro – Magdeburgo | 23 |                  |                  | 17 de dezembro – Hamburgo | 17 de dezembro – Hamburgo |            |            |  |  |       |       |
|  | Noruega                     | 13 de dezembro – Magdeburgo | 13 de dezembro – Magdeburgo | 31 |                  |                  | 17 de dezembro – Hamburgo | 17 de dezembro – Hamburgo |            |            |  |  |       |       |
|  | Noruega                     | Noruega                     | 34                          | 31 | Suécia           | 21               |                           |                           |            |            |  |  |       |       |
|  | 11 de dezembro – Magdeburgo | Noruega                     | 34                          |    | Suécia           | 21               |                           |                           |            |            |  |  |       |       |
|  |                             | Rússia                      | 17                          |    | Países Baixos    | 24               |                           |                           |            |            |  |  |       |       |
|  | Rússia (pro)                | Rússia                      | 17                          | 36 | Países Baixos    | 24               |                           |                           |            |            |  |  |       |       |
|  | Rússia (pro)                |                             |                             | 36 |                  |                  |                           |                           |            |            |  |  |       |       |
|  | Coreia do Sul               | 35                          |                             |    |                  |                  |                           |                           |            |            |  |  |       |       |
|  | Coreia do Sul               | 35                          |                             |    |                  |                  |                           |                           |            |            |  |  |       |       |

### Oitavas de final
| 10 de dezembro 17:30 (UTC+1) | Sérvia   | 29–31     | Montenegro  | GETEC Arena, Magdeburgo Público: 3 011 Árbitros: García, Marín |
| 10 de dezembro 17:30 (UTC+1) | Cvijić 7 | (9–14)    | Radičević 9 | GETEC Arena, Magdeburgo Público: 3 011 Árbitros: García, Marín |
| 10 de dezembro 17:30 (UTC+1) | 5× 1×    | Relatório | 6× 3×       | GETEC Arena, Magdeburgo Público: 3 011 Árbitros: García, Marín |

| 10 de dezembro 17:30 (UTC+1) | Hungria             | 26–29     | França      | Arena Leipzig, Leipzig Público: 1 385 Árbitros: Pavićević, Ražnatović |
| 10 de dezembro 17:30 (UTC+1) | Kovacsics, Lukács 6 | (11–14)   | Lacrabère 5 | Arena Leipzig, Leipzig Público: 1 385 Árbitros: Pavićević, Ražnatović |
| 10 de dezembro 17:30 (UTC+1) | 5× 3×               | Relatório | 4× 1×       | Arena Leipzig, Leipzig Público: 1 385 Árbitros: Pavićević, Ražnatović |

| 10 de dezembro 20:30 (UTC+1) | Alemanha | 17–21     | Dinamarca                | GETEC Arena, Magdeburgo Público: 4 133 Árbitros: Kurtagic, Wetterwik |
| 10 de dezembro 20:30 (UTC+1) | Smits 6  | (7–11)    | S. Jørgensen, Tranborg 5 | GETEC Arena, Magdeburgo Público: 4 133 Árbitros: Kurtagic, Wetterwik |
| 10 de dezembro 20:30 (UTC+1) | 3×       | Relatório | 6× 2×                    | GETEC Arena, Magdeburgo Público: 4 133 Árbitros: Kurtagic, Wetterwik |

| 10 de dezembro 20:30 (UTC+1) | Suécia     | 33–21     | Eslovênia | Arena Leipzig, Leipzig Público: 1 190 Árbitros: Grillo, Lenci |
| 10 de dezembro 20:30 (UTC+1) | Westberg 8 | (18–12)   | Koren 8   | Arena Leipzig, Leipzig Público: 1 190 Árbitros: Grillo, Lenci |
| 10 de dezembro 20:30 (UTC+1) | 3×         | Relatório | 4× 2×     | Arena Leipzig, Leipzig Público: 1 190 Árbitros: Grillo, Lenci |

| 11 de dezembro 17:30 (UTC+1) | Rússia             | 36–35 (Pro) | Coreia do Sul | GETEC Arena, Magdeburgo Público: 1 132 Árbitros: Arntsen, Røen |
| 11 de dezembro 17:30 (UTC+1) | Vedekhina 9        | (16–13)     | Lee 11        | GETEC Arena, Magdeburgo Público: 1 132 Árbitros: Arntsen, Røen |
| 11 de dezembro 17:30 (UTC+1) | 4× 3×              | Relatório   | 1×            | GETEC Arena, Magdeburgo Público: 1 132 Árbitros: Arntsen, Røen |
| 11 de dezembro 17:30 (UTC+1) | 2T: 30–30 Pro: 6–5 |             |               | GETEC Arena, Magdeburgo Público: 1 132 Árbitros: Arntsen, Røen |

| 11 de dezembro 17:30 (UTC+1) | Romênia  | 27–28     | Chéquia     | Arena Leipzig, Leipzig Público: 1 003 Árbitros: Schulze, Tönnies |
| 11 de dezembro 17:30 (UTC+1) | Neagu 13 | (17–14)   | Jeřábková 7 | Arena Leipzig, Leipzig Público: 1 003 Árbitros: Schulze, Tönnies |
| 11 de dezembro 17:30 (UTC+1) | 10× 4×   | Relatório | 3× 4×       | Arena Leipzig, Leipzig Público: 1 003 Árbitros: Schulze, Tönnies |

| 11 de dezembro 20:30 (UTC+1) | Japão              | 24–26 (Pro) | Países Baixos | GETEC Arena, Magdeburgo Público: 1 231 Árbitros: Krichen, Makhlouf |
| 11 de dezembro 20:30 (UTC+1) | Ikehara 5          | (10–10)     | Malestein 7   | GETEC Arena, Magdeburgo Público: 1 231 Árbitros: Krichen, Makhlouf |
| 11 de dezembro 20:30 (UTC+1) | 4× 2×              | Relatório   | 3×            | GETEC Arena, Magdeburgo Público: 1 231 Árbitros: Krichen, Makhlouf |
| 11 de dezembro 20:30 (UTC+1) | 2T: 20–20 Pro: 4–6 |             |               | GETEC Arena, Magdeburgo Público: 1 231 Árbitros: Krichen, Makhlouf |

| 11 de dezembro 20:30 (UTC+1) | Espanha  | 23–31     | Noruega | Arena Leipzig, Leipzig Público: 1 263 Árbitros: Christiansen, Hansen |
| 11 de dezembro 20:30 (UTC+1) | Martín 6 | (10–13)   | Mørk 11 | Arena Leipzig, Leipzig Público: 1 263 Árbitros: Christiansen, Hansen |
| 11 de dezembro 20:30 (UTC+1) | 4× 1×    | Relatório | 5× 1×   | Arena Leipzig, Leipzig Público: 1 263 Árbitros: Christiansen, Hansen |

### Quartas de final
| 12 de dezembro 17:30 (UTC+1) | Suécia       | 26–23     | Dinamarca  | Arena Leipzig, Leipzig Público: 2 387 Árbitros: Alpaidze, Berezkina |
| 12 de dezembro 17:30 (UTC+1) | Blomstrand 7 | (13–11)   | Tranborg 7 | Arena Leipzig, Leipzig Público: 2 387 Árbitros: Alpaidze, Berezkina |
| 12 de dezembro 17:30 (UTC+1) | 2×           | Relatório | 4× 2×      | Arena Leipzig, Leipzig Público: 2 387 Árbitros: Alpaidze, Berezkina |

| 12 de dezembro 20:45 (UTC+1) | França   | 25–22     | Montenegro  | Arena Leipzig, Leipzig Público: 2 019 Árbitros: Koo, Lee |
| 12 de dezembro 20:45 (UTC+1) | Pineau 5 | (12–10)   | Bulatović 9 | Arena Leipzig, Leipzig Público: 2 019 Árbitros: Koo, Lee |
| 12 de dezembro 20:45 (UTC+1) | 3× 4×    | Relatório | 3×          | Arena Leipzig, Leipzig Público: 2 019 Árbitros: Koo, Lee |

| 13 de dezembro 17:30 (UTC+1) | Países Baixos | 30–26     | Chéquia     | GETEC Arena, Magdeburgo Público: 1 451 Árbitros: Horváth, Márto |
| 13 de dezembro 17:30 (UTC+1) | Abbingh 14    | (17–16)   | Luzumová 11 | GETEC Arena, Magdeburgo Público: 1 451 Árbitros: Horváth, Márto |
| 13 de dezembro 17:30 (UTC+1) | 4× 3×         | Relatório | 5× 3×       | GETEC Arena, Magdeburgo Público: 1 451 Árbitros: Horváth, Márto |

| 13 de dezembro 20:30 (UTC+1) | Noruega | 34–17     | Rússia      | GETEC Arena, Magdeburgo Público: 1 583 Árbitros: Bonaventura, Bonaventura |
| 13 de dezembro 20:30 (UTC+1) | Mørk 9  | (15–8)    | Kochetova 5 | GETEC Arena, Magdeburgo Público: 1 583 Árbitros: Bonaventura, Bonaventura |
| 13 de dezembro 20:30 (UTC+1) | 2×      | Relatório | 4× 1×       | GETEC Arena, Magdeburgo Público: 1 583 Árbitros: Bonaventura, Bonaventura |

### Semifinais
| 15 de dezembro 17:30 (UTC+1) | Suécia            | 23–32     | França | Barclaycard Arena, Hamburgo Público: 11 261 Árbitros: Kurtagic, Wetterwik |
| 15 de dezembro 17:30 (UTC+1) | Van Der Heijden 5 | (10–17)   | Mørk 8 | Barclaycard Arena, Hamburgo Público: 11 261 Árbitros: Kurtagic, Wetterwik |
| 15 de dezembro 17:30 (UTC+1) | 2× 1×             | Relatório | 5× 3×  | Barclaycard Arena, Hamburgo Público: 11 261 Árbitros: Kurtagic, Wetterwik |

| 15 de dezembro 20:30 (UTC+1) | Países Baixos | 22–24     | Noruega     | Barclaycard Arena, Hamburgo Público: 11 261 Árbitros: García, Marín |
| 15 de dezembro 20:30 (UTC+1) | Hagman 8      | (12–11)   | Lacrabère 5 | Barclaycard Arena, Hamburgo Público: 11 261 Árbitros: García, Marín |
| 15 de dezembro 20:30 (UTC+1) | 3×            | Relatório | 7× 2×       | Barclaycard Arena, Hamburgo Público: 11 261 Árbitros: García, Marín |

### Disputa do terceiro lugar
| 17 de dezembro 14:30 (UTC+1) | Suécia    | 21–24     | Países Baixos | Barclaycard Arena, Hamburgo Público: 11 162 Árbitros: Alpaidze, Berezkina |
| 17 de dezembro 14:30 (UTC+1) | Gulldén 7 | (8–14)    | Abbingh 8     | Barclaycard Arena, Hamburgo Público: 11 162 Árbitros: Alpaidze, Berezkina |
| 17 de dezembro 14:30 (UTC+1) | 3× 1×     | Relatório | 6× 1×         | Barclaycard Arena, Hamburgo Público: 11 162 Árbitros: Alpaidze, Berezkina |

### Final
| 17 de dezembro 17:30 (UTC+1) | Noruega           | 23–21     | França              | Barclaycard Arena, Hamburgo Público: 11 261 Árbitros: Christiansen, Hansen |
| 17 de dezembro 17:30 (UTC+1) | Houette, Pineau 4 | (11–10)   | Kristiansen, Mørk 7 | Barclaycard Arena, Hamburgo Público: 11 261 Árbitros: Christiansen, Hansen |
| 17 de dezembro 17:30 (UTC+1) | 4×                | Relatório | 1×                  | Barclaycard Arena, Hamburgo Público: 11 261 Árbitros: Christiansen, Hansen |

## Medalhistas
A seguir, as atletas das seleções da França, Noruega e Holanda que conquistaram as medalhas de ouro, prata e bronze, respectivamente.
|  | FRA França |  | NOR Noruega |  | NED Países Baixos |
|  | Blandine Dancette Camille Ayglon Allison Pineau Laurisa Landre Astride N'Gouan Grâce Zaadi Amandine Leynaud Manon Houette Kalidiatou Niakaté Cléopâtre Darleux Siraba Dembélé Laura Flippes Orlane Kanor Béatrice Edwige Estelle Nze Minko Gnonsiane Niombla Alexandra Lacrabère |  | Kari Aalvik Grimsbø Emilie Hegh Arntzen Veronica Kristiansen Heidi Løke Stine Skogrand Vilde Ingstad Nora Mørk Stine Bredal Oftedal Silje Solberg Kari Brattset Katrine Lunde Helene Gigstad Fauske Emilie Christensen Amanda Kurtović Camilla Herrem Sanna Solberg Marit Røsberg Jacobsen |  | Angela Steenbakkers Jessy Kramer Laura van der Heijden Debbie Bont Lois Abbingh Danick Snelder Lynn Knippenborg Yvette Broch Nycke Groot Kelly Dulfer Jasmina Janković Martine Smeets Charris Rozemalen Angela Malestein Pearl van der Wissel Tess Wester Estavana Polman |

## Classificação final e estatísticas
| Posição | Seleção       |
| ------- | ------------- |
|         | França        |
|         | Noruega       |
|         | Países Baixos |
| 4       | Suécia        |
| 5       | Rússia        |
| 6       | Dinamarca     |
| 7       | Montenegro    |
| 8       | Chéquia       |
| 9       | Sérvia        |
| 10      | Romênia       |
| 11      | Espanha       |
| 12      | Alemanha      |
| 13      | Coreia do Sul |
| 14      | Hungria       |
| 15      | Eslovênia     |
| 16      | Japão         |
| 17      | Polônia       |
| 18      | Brasil        |
| 19      | Angola        |
| 20      | Camarões      |
| 21      | Paraguai      |
| 22      | China         |
| 23      | Argentina     |
| 24      | Tunísia       |

| Campeonato Mundial de Handebol Feminino de 2017 · França · 2º título Equipe: Blandine Dancette, Camille Ayglon, Allison Pineau, Laurisa Landre, Astride N'Gouan, Grâce Zaadi, Amandine Leynaud, Manon Houette, Kalidiatou Niakaté, Cléopâtre Darleux, Siraba Dembélé, Laura Flippes, Orlane Kanor, Béatrice Edwige, Estelle Nze Minko, Gnonsiane Niombla, Alexandra Lacrabère. · Treinador: Olivier Krumbholz. |

| Posição          | Atletas                    |
| ---------------- | -------------------------- |
| MVP              | Stine Bredal Oftedal (NOR) |
| Goleira          | Katrine Lunde (NOR)        |
| Ponta direita    | Nathalie Hagman (SWE)      |
| Meia direita     | Nora Mørk (NOR)            |
| Armadora central | Grâce Zaadi (FRA)          |
| Meia esquerda    | Lois Abbingh (NED)         |
| Ponta esquerda   | Siraba Dembélé (FRA)       |
| Pivô             | Yvette Broch (NED)         |

| Pos. | Nome                  | Seleção       | Gols | A   | %  |
| ---- | --------------------- | ------------- | ---- | --- | -- |
| 1    | Nora Mørk             | Noruega       | 66   | 97  | 68 |
| 2    | Lois Abbingh          | Países Baixos | 58   | 100 | 58 |
| 3    | Iveta Luzumová        | Chéquia       | 47   | 73  | 64 |
| 4    | Isabelle Gulldén      | Suécia        | 46   | 74  | 62 |
| 5    | Karolina Kudłacz-Gloc | Polônia       | 44   | 70  | 63 |
| 5    | Stine Bredal Oftedal  | Noruega       | 44   | 68  | 65 |
| 7    | Sabrina Fiore         | Paraguai      | 43   | 62  | 69 |
| 7    | Ana Gros              | Eslovênia     | 43   | 67  | 64 |
| 7    | Markéta Jeřábková     | Chéquia       | 43   | 101 | 43 |
| 10   | Katarina Bulatović    | Montenegro    | 42   | 85  | 49 |
| 10   | Cristina Neagu        | Romênia       | 42   | 72  | 58 |
| 10   | Jovanka Radičević     | Montenegro    | 42   | 61  | 69 |

| Pos. | Nome                | Seleção       | %  | Defesas | A   |
| ---- | ------------------- | ------------- | -- | ------- | --- |
| 1    | Katja Kramarczyk    | Alemanha      | 42 | 30      | 71  |
| 1    | Katrine Lunde       | Noruega       | 42 | 92      | 217 |
| 3    | Yuliya Dumanska     | Romênia       | 40 | 39      | 98  |
| 4    | Cléopâtre Darleux   | França        | 39 | 41      | 106 |
| 4    | Kinga Janurik       | Hungria       | 39 | 27      | 70  |
| 6    | Kari Aalvik Grimsbø | Noruega       | 38 | 43      | 112 |
| 6    | Park Sae-young      | Coreia do Sul | 38 | 43      | 113 |
| 8    | Clara Woltering     | Alemanha      | 37 | 43      | 115 |
| 9    | Marija Čolić        | Sérvia        | 35 | 39      | 113 |
| 9    | Victoriya Kalinina  | Rússia        | 35 | 38      | 108 |
| 9    | Amandine Leynaud    | França        | 35 | 65      | 186 |
| 9    | Sandra Toft         | Dinamarca     | 35 | 68      | 192 |